# Henk Zoetendal

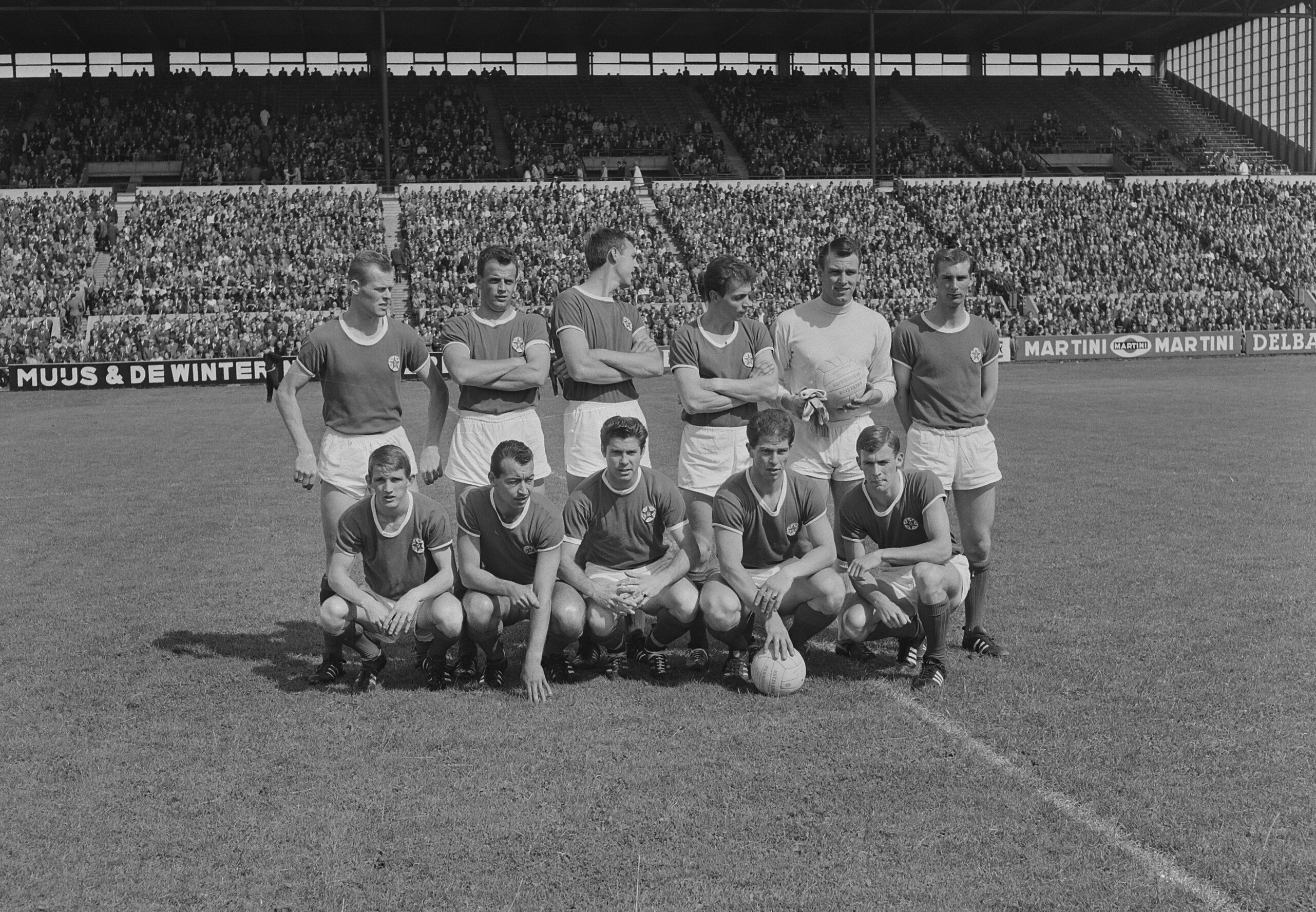
GVAV 20 augustus 65, staande Zoetendal steekt overal boven uit en kijkt weg

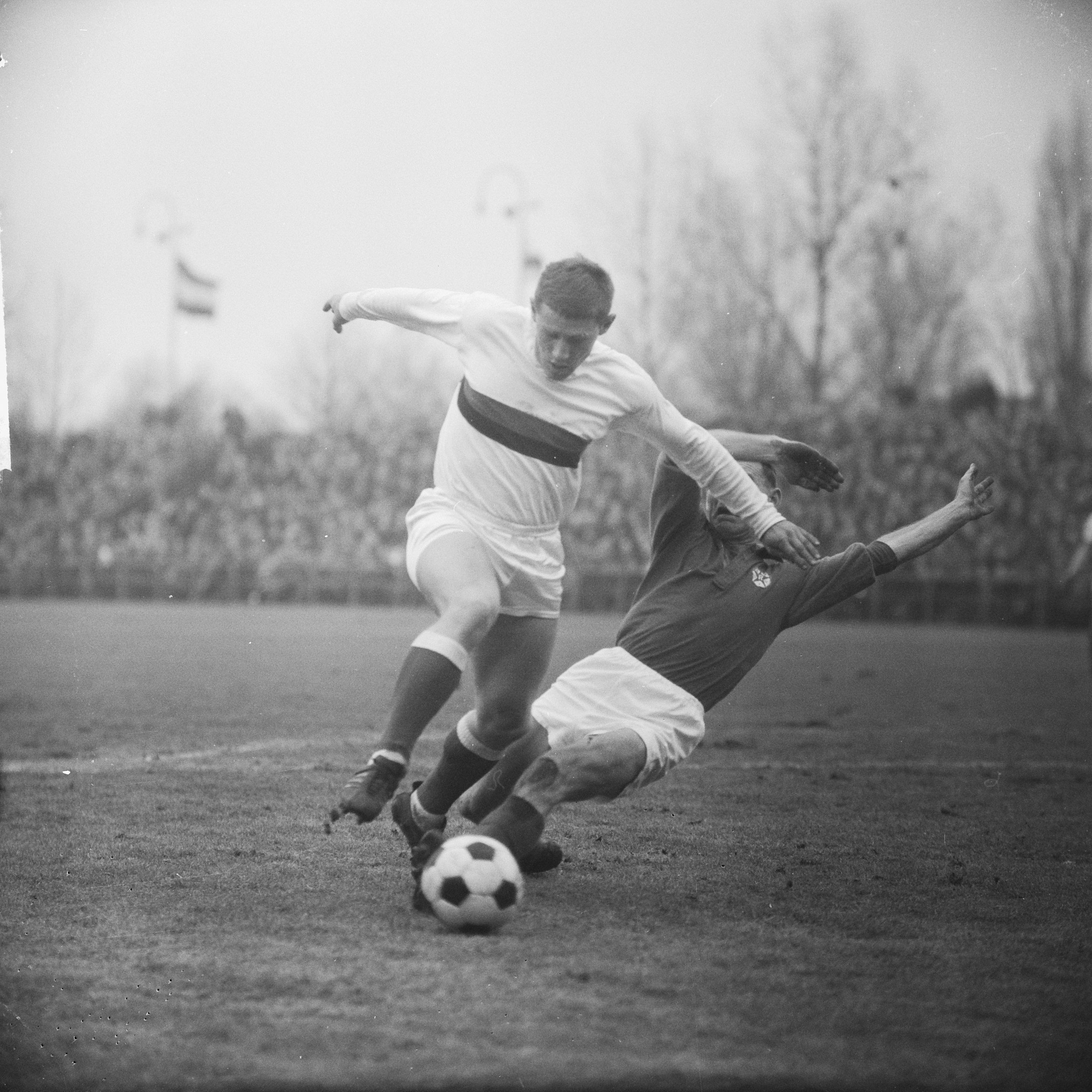
Zoetendal met donker shirt zet tackle in (1964)

Henk Zoetendal (Joure, 11 augustus 1941  – aldaar, 5 januari 2024) was een Nederlands voetballer.
Hij was vanaf seizoen 1960/1961 jarenlang verbonden aan (voorlopers van) sc Heerenveen. Hij kwam van amateurclub De Kooi uit Joure; hij voetbalde er sinds zijn achtste levensjaar.  In die jaren was hij nog fervent hardloper en langebaanschaatser, hij was tweede in het kampioenschap van Haskerland. In 1962/1963 verruilde hij Heerenveen voor GVAV met onder anderen Martin Koeman in de gelederen.  Van daaruit werd hij opgesteld in Jong-Oranje als ook het Nederlands Militair Voetbalteam. Na de periode van GVAV keerde hij terug bij Heerenveen. In seizoen 1972/1973 ging hij voetballen bij AZ '67 onder Cor van der Hart, waar hij in zin ogen te weinig aan voetbal (speelde er 18 wedstrijden) toekwam en ruzie had met Van der Hart. In plaats van zijn tweejarig contract uit te dienen, verbond hij zich na één jaar (voor de derde maal) weer aan Heerenveen (1973/1974). 
Volgens Omroep Friesland in 2024 zou hij er 271 wedstrijden voor hebben gespeeld. 
Na zijn actieve loopbaan werd hij trainer bij diverse amateurclubs zoals FC Workum en SC Joure (fusieclub inclusief De Kooi) waarin hij tot minstens in de jaren negentig werkte (voetbalschool Joure).
In seizoen 1977/1978 was Zoetendal, in bezit van C-trainersdiploma, begeleider en technisch adviseur bij Heerenveen. 
Sc Heerenveen eert deze voetballer ook in de 21e eeuw. Zijn portret en uitleg maakt deel uit van een soort galerij samengesteld uit de 100 Helden van Heerenveen hangende aan de grachtwanden van het Abe Lenstra Stadion. Het tekent dat hij gezien wordt/werd als een van de beste Friese voetballers ooit (net achter Abe Lenstra zelf).
Henk Zoetendal was sinds 1965 getrouwd met Tine van der Zwaag, zus van zeiler Piet van der Zwaag (zeilkampioen Valkenklasse). 
Het echtpaar heeft twee zonen (een tweeling).  Het gezin kon niet geheel en al van het voetbal leven; zo had hij in 1962 een stoffeerdersbedrijf.  In 1974 opende hij aan de Midstraat in Joure een sportzaak, die geopend werd door keeper Jan Jongbloed. 
Zoetendal werd 82 jaar en werd gecremeerd. 